# 奈奎斯特频率

典型的奈奎斯特频率和速率示例。为了避免混叠，采样速率必须不低于信号的奈奎斯特速率，即信号的奈奎斯特速率必须小于采样的奈奎斯特频率的两倍。

奈奎斯特频率（英語：Nyquist frequency）是离散信号系统采样频率的一半，因瑞典裔美國工程師哈里·奈奎斯特（Harry Nyquist）或奈奎斯特－香农采样定理得名。采样定理指出，只要离散系统的奈奎斯特频率高于被采样信号的最高频率或带宽，就可以避免混叠现象。
从理论上说，即使奈奎斯特频率恰好大于信号带宽（但不可相等），也足以通过信号的采样重建原信号。但是，重建信号的过程需要以一个低通滤波器或者带通滤波器将在奈奎斯特频率之上的高频分量全部滤除，同时还要保证原信号中频率在奈奎斯特频率以下的分量不发生畸变，而这是不可能实现的。在实际应用中，为了保证抗混叠滤波器的性能，接近奈奎斯特频率的分量在采样和信号重建的过程中可能会发生畸变。因此实际应用中信号带宽并不能无限接近奈奎斯特频率，具体的情况要看所使用的滤波器的性能。
人耳的聽覺介乎20Hz到20kHz。CD音频信号的采样频率为44100Hz，那么它的奈奎斯特频率就是22050Hz，確保22kHz以下的音频得以保存，滿足人耳的聽覺範圍。如果选择的抗混叠滤波器（此处为低通滤波器）的过渡带宽为2000Hz，这种情况下的截止频率最高只能为20050 Hz，而高于20050Hz的信号能量都会被滤除。
需要注意的是，奈奎斯特频率必须严格大于信号包含的最高频率。如果信号中包含的最高频率恰好为奈奎斯特频率，那么在这个频率分量上的采样会因为相位模糊而有无穷多种该频率的正弦波对应于离散采样，因此不足以重建为原来的连续时间信号。